# Comuna Pîrlița, Soroca
Comuna Pîrlița este o comună din raionul Soroca, Republica Moldova. Este formată din satele Pîrlița (sat-reședință), Vanțina și Vanțina Mică.
Comuna este situată în zona de sud-vest a raionului Soroca, la distanța de 14 km de centrul raional și 153 km de capitală. Cea mai apropiată gară de cale ferată este gara Florești, care se află la distanța de  43 km.

## Demografie
Conform datelor recensământului din 2014, comuna are o populație de 722 de locuitori. La recensământul din 2004 erau 837 de locuitori.

## Administrație și politică
Componența Consiliului local Pîrlița (9 consilieri), ales la 5 noiembrie 2023, este următoarea:
|  | Partid                                       | Consilieri | Componență | Componență | Componență | Componență | Componență | Componență |
|  | -------------------------------------------- | ---------- | ---------- | ---------- | ---------- | ---------- | ---------- | ---------- |
|  | Partidul Acțiune și Solidaritate             | 6          |            |            |            |            |            |            |
|  | Partidul Socialiștilor din Republica Moldova | 3          |            |            |            |            |            |            |